# Gründerzeit

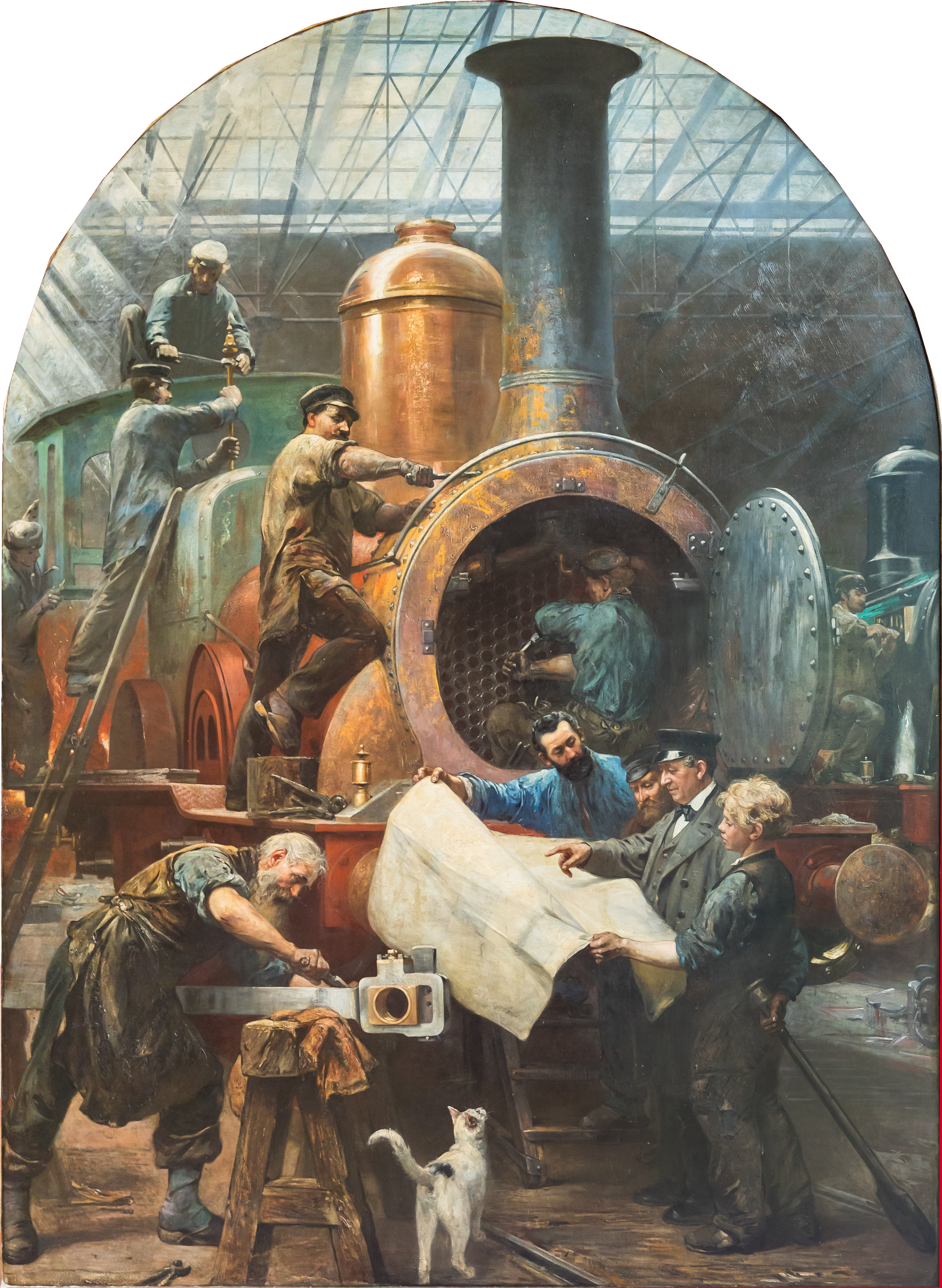
De trein speelde in de Gründerzeit een belangrijke rol als economische motor

De Gründerzeit (Duits voor Oprichtertijd, uitspraak: [ˈɡrʏndɐˌtsaɪ̯t]) is een economische periode uit de geschiedenis van Duitsland en Oostenrijk. Een beginpunt van deze periode is lastig te geven: deze valt ongeveer samen met het begin van de industrialisatie in Midden-Europa die aanving in de jaren 1840; voor Oostenrijk wordt de Maartrevolutie van 1848/1849 vaak als startpunt genomen. Als eindpunt wordt vaak de Paniek van 1873 gekozen, waarna de bloeiperiode overging in een twintig jaar durende stagnatie, de Gründerkrise. Deze periodisering wordt echter niet altijd gehanteerd: zo worden ook de jaartallen 1890 of 1914 als eindpunt genoemd.
De Gründerzeit was een tijd van grote economische groei, waarin het voor oprichters (Gründer) van nieuwe ondernemingen makkelijk was rijk te worden. Een belangrijke factor voor deze opbloei was de trein. De aanleg en de uitbreiding van het spoorwegnet was succesvol en had ook positieve gevolgen voor andere sectoren, zoals kolen en staal. Daarnaast vergemakkelijkte deze de communicatie en de migratie. Dit had tot gevolg dat veel mensen van de plattelandse onderklasse naar de steden migreerden, waar ze vaak deel gingen vormen van het proletariaat.
Het was ook een periode waarin de burgerij grotere invloed kreeg op de cultuur. Ook ontstond door de trek naar de stad een grote vraag naar woonruimte. Typerend voor de Gründerzeitstil zijn woonblokken van vier tot zes verdiepingen hoog en met rijkelijk versierde façaden.
Het begrip Gründerzeit wordt niet alleen voor een economische periode gebruikt maar ook in de kunstgeschiedenis. Opvallend is dan overdaad en weelderigheid; bij meubels bijvoorbeeld kun je spreken van een bombastische stijl.